# Marcus Fraser (Golfspieler)
Marcus Fraser (* 26. Juli 1978 in Melbourne) ist ein australischer Profigolfer der European Tour.
Nach dem Gewinn der New Zealand Amateur Championship 2002 wurde er im selben Jahr Berufsgolfer. Fraser begann 2003 auf der Challenge Tour und siegte bei drei Turnieren, wobei das dritte Event, die Russian Open auch zur European Tour zählte. Er qualifizierte sich damit für die große europäische Turnierserie und schloss seine erste Saison (2004), nach zwei Top 5 Platzierungen am 51. Rang der European Tour Order of Merit ab. Die Spielzeit 2005 verlief etwas ruhiger, er konnte sich aber die Spielberechtigung erhalten. Bei den stark besetzten Open de France im Juni 2006 ließ Fraser mit einem dritten Platz und über 200.000 € Preisgeld aufhorchen.

## Turniersiege
- 2003 Talma Finnish Challenge, Nykredit Danish Open (beide Challenge Tour), BMW Russian Open (Challenge und European Tour), Volvo Trucks Classic (PGA Tour of Australasia)
- 2010 Ballantine’s Championship (European Tour und Asian Tour)
- 2016 Maybank Championship Malaysia1 (European Tour und Asian Tour)

## Resultate bei Major Championships
| Tournament        | 2005 | 2006 | 2007 | 2008 | 2009 | 2010 | 2011 | 2012 | 2013 | 2014 | 2015 | 2016 |
| ----------------- | ---- | ---- | ---- | ---- | ---- | ---- | ---- | ---- | ---- | ---- | ---- | ---- |
| Masters           | DNP  | DNP  | DNP  | DNP  | DNP  | DNP  | DNP  | DNP  | DNP  | DNP  | DNP  | DNP  |
| US Open           | DNP  | DNP  | T45  | DNP  | DNP  | DNP  | DNP  | DNP  | CUT  | DNP  | T64  | DNP  |
| Open Championship | CUT  | T35  | DNP  | DNP  | DNP  | DNP  | DNP  | CUT  | T54  | DNP  | T20  | CUT  |
| PGA Championship  | DNP  | DNP  | DNP  | DNP  | DNP  | DNP  | DNP  | T66  | T47  | DNP  | DNP  |      |

DNP = nicht teilgenommen

CUT = Cut nicht geschafft

„T“ geteilte Platzierung

WD = zurückgezogen

Grüner Hintergrund für Siege

Gelber Hintergrund für Top 10